# Championnat du Bangladesh de football 2010-2011
Navigation
Édition précédente Édition suivante
La saison 2010-2011 du Championnat du Bangladesh de football est la quatrième édition de la Bangladesh League, le championnat national professionnel de première division bangladais. Les douze équipes engagées sont regroupées au sein d'une poule unique où elles affrontent deux fois leurs adversaires, à domicile et à l'extérieur. En fin de saison, pour permettre le passage du championnat de 12 à 11 équipes, les deux derniers du classement sont relégués et remplacés par le meilleur club de seconde division.
Le championnat s'achève sur une surprise puisque c'est le club promu de deuxième division, Sheikh Jamal Dhanmondi Club qui remporte la compétition cette saison après avoir terminé en tête du classement, avec un seul point d'avance sur Muktijoddha Sangsad KC et sept sur un duo composé de Sheikh Russell KC et du triple tenant du titre, Abahani Limited Dhaka. C'est le tout premier titre de champion du Bangladesh de l'histoire du club.

## Participants
- Abahani Limited Dhaka
- Mohammedan SC Dacca
- Muktijoddha Sangsad KC
- Sheikh Russell KC
- Farashganj SC
- Brothers Union
- Arambagh KS
- Mohammedan SC Chittagong
- Feni Soccer Club
- Sheikh Jamal Dhanmondi Club - Promu de D2
- Abahani Limited Chittagong
- Rahmatganj MFS

## Compétition

### Classement
Le classement est établi sur le barème de points classique : victoire à 3 points, match nul à 1, défaite à 0.
| Rang | Équipe                       | Pts | J  | G  | N | P  | Bp | Bc | Diff |
| ---- | ---------------------------- | --- | -- | -- | - | -- | -- | -- | ---- |
| 1    | Sheikh Jamal Dhanmondi ClubP | 51  | 22 | 15 | 6 | 1  | 42 | 12 | +30  |
| 2    | Muktijoddha Sangsad KC       | 50  | 22 | 15 | 5 | 2  | 52 | 15 | +37  |
| 3    | Sheikh Russell KC            | 44  | 22 | 13 | 5 | 4  | 35 | 16 | +19  |
| 4    | Abahani Limited Dhaka'T'C    | 44  | 22 | 13 | 5 | 4  | 30 | 15 | +15  |
| 5    | Brothers Union               | 30  | 22 | 8  | 6 | 8  | 31 | 30 | +1   |
| 6    | Mohammedan SC Dacca          | 30  | 22 | 8  | 6 | 8  | 26 | 26 | 0    |
| 7    | Arambagh KS                  | 27  | 22 | 7  | 6 | 9  | 26 | 27 | -1   |
| 8    | Rahmatganj MFS               | 24  | 22 | 7  | 3 | 12 | 29 | 48 | -19  |
| 9    | Feni Soccer ClubP            | 21  | 22 | 4  | 9 | 9  | 22 | 30 | -8   |
| 10   | Farashganj SC                | 19  | 22 | 4  | 7 | 11 | 17 | 32 | -15  |
| 11   | Mohammedan SC Chittagong     | 17  | 22 | 4  | 5 | 13 | 18 | 41 | -23  |
| 12   | Abahani Limited Chittagong   | 5   | 22 | 0  | 5 | 17 | 9  | 45 | -36  |

|  | Qualification pour la Coupe du président de l'AFC 2012                                     |
|  | Relégation directe en deuxième division                                                    |
|  | T : Tenant du titre C : Vainqueur de la Coupe du Bangladesh P : Promu de deuxième division |

## Bilan de la saison
| Championnat du Bangladesh de football 2010-2011 |                                         |
| Champion                                        | Sheikh Jamal Dhanmondi Club (1er titre) |
| Coupes et trophées                              |                                         |
| Vainqueur de la Coupe du Bangladesh 2010-2011   | Abahani Limited Dhaka                   |
| Qualifications continentales                    |                                         |
| Coupe du président de l'AFC 2012                | Sheikh Jamal Dhanmondi Club             |
| Promotions et relégations                       |                                         |
| Promus en Bangladesh League                     | Team BJMC                               |
| Relégués en Bashundara Senior Division          | Mohammedan SC Chittagong                |
| Relégués en Bashundara Senior Division          | Abahani Limited Chittagong              |